# کورندو ویسنتینو
کورندو ویسنتینو (به ایتالیایی: Cornedo Vicentino) یک کومونه در ایتالیا است که در استان ویچنزا واقع شده‌است. کورندو ویسنتینو ۲۳ کیلومتر مربع مساحت و ۱۱٬۷۱۸ نفر جمعیت دارد و ۲۰۰ متر بالاتر از سطح دریا واقع شده‌است.